# Kasztelania smoleńska

Herb województwa smoleńskiego

Województwo smoleńskie na mapie Wielkiego Księstwa Litewskiego

Kasztelania smoleńska – kasztelania mieszcząca się niegdyś w województwie smoleńskim, z siedzibą (kasztelem) w Smoleńsku
Kasztelanowie smoleńscy to kasztelanowie województwa smoleńskiego i zarazem senatorowie reprezentujący Wielkie Księstwo Litewskie. Kasztelan smoleński w hierarchii urzędów Rzeczypospolitej Obojga Narodów zajmował pozycję za kasztelanem kamienieckim a przed kasztelanem lubelskim i był zaliczany do kasztelanów większych ("krzesłowych"). Wraz z zajęciem województwa smoleńskiego przez Carstwo Rosyjskie urząd kasztelana smoleńskiego stał się urzędem fikcyjnym (w sensie prerogatyw kasztelana na danym terytorium, ale nie w zakresie np. godności senatorskiej).

## Kasztelanowie smoleńscy
| Grafika | Okres sprawowania urzędu            | Kasztelan                       | Dalsza kariera            |
| ------- | ----------------------------------- | ------------------------------- | ------------------------- |
|         | 1569 – 1571                         | Hrehory Tryzna                  | zmarł                     |
|         | 1571 – 1579                         | Dominik Pac                     | zmarł                     |
|         | 1579 – 1583                         | Jerzy Mikołajewicz Zenowicz     | zmarł                     |
|         | 1583 – 1585                         | Mikołaj Pac                     | zmarł                     |
|         | 1585, 20 kwietnia – 1588, 21 maja   | Bohdan Sapieha                  | wojewoda miński           |
|         | 1588, 30 maja – 1589                | Stanisław Pawłowicz Naruszewicz | zmarł                     |
|         | 1589 – 1590                         | Ostafi Serafin Tyszkiewicz      | zmarł                     |
|         | 1590, 21 marca – 1597               | Wacław Agryppa                  | zmarł                     |
|         | 1597 – 1600                         | Wacław Szemiot                  | zmarł                     |
|         | 1600, 18 marca – 1614               | Jan Janowicz Zenowicz           | zmarł                     |
|         | 1615 – 1623                         | Jan Eliasz Mieleszko            | zmarł                     |
|         | 1623, 3 lutego – 1627               | Mikołaj Lew Sołomerecki         | zmarł                     |
|         | 1627, 3 marca – 1631                | Baltazar Strawiński             | wojewoda miński           |
|         | 1631, 25 lutego – 1638, listopad    | Aleksander Mosalski             | wojewoda miński           |
|         | 1638, listopad                      | Krzysztof Dominik Obryński      | zmarł                     |
|         | 1639 – 1643, 29 grudnia             | Jerzy Chreptowicz               | kasztelan żmudzki         |
|         | 1643, 30 grudnia – 1649             | Piotr Rudomina-Dusiacki         | zmarł                     |
|         | 1649 – 1653                         | Eustachy Kierdej                | kasztelan żmudzki         |
|         | 1653, 21 kwietnia – 1656, 23 marca  | Władysław Wołłowicz             | wojewoda witebski         |
|         | 1656 – 1659, 13 maja                | Kazimierz Ludwik Jewłaszewski   | wojewoda brzeski litewski |
|         | 1659, 20 czerwca                    | Jan Isajkowski                  | zmarł                     |
|         | 1663 – 1666                         | Stefan Kędzierzawski            | zmarł                     |
|         | 1666 – 1681                         | Samuel Franciszek Wilczek       | zmarł                     |
|         | 1685                                | Piotr Tyszkiewicz               | zmarł                     |
|         | 1690                                | Piotr Konarski                  | zmarł                     |
|         | 1695 – 1703                         | Krzysztof Antoni Chrapowicki    | zmarł                     |
|         | 1703, 25 października – 1713        | Karol Michał Drucki-Sokoliński  | zmarł                     |
|         | 1713, 14 lipca – 1720               | Krzysztof Niemirowicz Szczytt   | zmarł                     |
|         | 1720, 7 listopada – 1738            | Jan Scipio del Campo            | zmarł                     |
|         | 1738, 15 grudnia – 1752             | Kazimierz Niesiołowski          |                           |
|         | 1752, 16 listopada – 1763           | Stanisław Antoni Burzyński      |                           |
|         | 1763, 6 kwietnia – 1770             | Tadeusz Burzyński               | wojewoda miński           |
|         | 1770, 14 marca – 1790               | Andrzej Zienkowicz              | zmarł                     |
|         | 1790, 12 listopada – 1793, grudzień | Antoni Suchodolski              | wojewoda grodzieński      |